# Административно деление на Мадагаскар
Република Мадагаскар е разделена на 6 провинции (наричани faritany) и 22 региона. Регионите са допълнително разделени на 1549 общини, които могат да бъдат градски или селски и са най-ниското ниво на административно деление в страната.
| - Антананариво (1) Аналаманга Бонголава Итаси Вакинанкаратра - Антсиранана (2) Диана Сава | - Фианарантсоа (3) Аморони Маниа Атсимо-Атсинанана От Матсиатра Ихоромбе Ватовави-Фитовинани - Махаджанга (4) Бетсибока Боени Мелаки София | - Тоамасина (5) Алаотра-Мангоро Аналанджирофо Атсинанана - Толиара (6) Андрой Аноси Атсимо-Андрефана Менабе |